# Thỏ Lilac
Thỏ Lilac (hoa tử đinh hương) là một giống thỏ có nguồn gốc từ Anh. Được phát triển ở Anh trong những năm đầu thế kỷ 20, sau đó là sự phổ biến của giống này đến Hoa Kỳ vào năm 1922. Chúng được tạo ra ở Cambridge và trưng bày lần đầu tiên tại Luân Đôn vào năm 1913. Chúng được công nhận ở cả Hội đồng thỏ Anh và Hiệp hội người nuôi thỏ Mỹ.

## Đặc điểm
Chúng có màu lông thuần nhất với màu hồng được gọi là chim bồ câu với đôi mắt phù hợp. Chúng là giống thỏ tầm trung, ngoan ngoãn và khỏe mạnh. Toàn bộ cơ thể, phù hợp với màu mắt. Lông trắng trên cơ thể (bao gồm cả nách). Thỏ Lilac là một cỡ vừa thỏ, nhiệt huyết, chậm trưởng thành và ngoan ngoãn. Cuối kỳ, con đực có trọng lượng 5,5-7,5 pounds (2,5-3,4 kg) và con cái từ 6-8 pounds (2,7-3,6 kg). Chúng là những bà mẹ nuôi con khéo nhưng đẻ không nhiều, mỗi lứa từ 4-6 con
Chúng là vật nuôi nhạy cảm với các yếu tố ngoại cảnh (chốn trạy, sợ tiếng động), khả năng thích ứng với môi trường kém. Sống trong nhà chúng sẽ được an toàn hơn. Cần tránh tiếp xúc với các loài động vật khác, đặc biệt là chuột. Nếu ban ngày chúng ăn không hết thức ăn thì cần vét sạch máng, nếu thừa chuột sẽ lên ăn và cắn chết thỏ, nhất là thỏ con mới đẻ.
Dạ dày chúng co giãn tốt nhưng co bóp yếu. Nhiều con bị chứng sâu răng hành hạ và có vấn đề về tiêu hóa. Chúng cũng bị mắc một số bệnh như bại huyết, ghẻ, cầu trùng, viêm ruột, do ăn thức ăn sạch sẽ, không bị nấm mốc. Nếu thấy chúng có hiện tượng phân hôi, nhão sau đó lỏng dần thấm dính đét lông quanh hậu môn, kém ăn, lờ đờ uống nước nhiều đó là bệnh tiêu chảy. 

## Chăm sóc
Cho ăn cà rốt có thể khiến chúng bị sâu răng, cũng như gây nên những vấn đề về sức khỏe khác. Cà rốt và táo chứa nhiều đường thực vật, chỉ nên cho thỏ ăn những loại này ít. Chúng thích cam thảo nhưng nó lại không tốt bởi thỏ không thể tiêu hóa đường. Chúng thông thường không ăn rau củ có rễ, ngũ cốc hoặc trái cây, đặc biệt là rau diếp. Nên cho thỏ ăn cỏ, cải lá xanh đậm như bắp cải, cải xoăn, bông cải xanh.
Luôn có thức ăn xanh trong khi chăm sóc, lượng thức ăn xanh cho chúng luôn chiếm 90% tổng số thức ăn trong ngày. Có thể cho chúng ăn thêm thức ăn tinh bột, không được lạm dụng vì chúng sẽ dễ bị mắc bệnh về đường tiêu hóa dẫn đến chết. Nhiều người cho rằng thỏ không cần uống nước là sai. Thỏ chết không phải do uống nước hay ăn cỏ ướt mà vì uống phải nước bẩn và ăn rau bị nhiễm độc.